# 사카테카스주

사카테카스 주

사카테카스주(스페인어: Zacatecas)는 멕시코 중북부에 위치한 주로 주도는 사카테카스이며 면적은 75,284km2, 인구는 1,514,618명(2012년 기준), 인구 밀도는 20명/km2이다. 1823년 12월 23일에 신설되었으며 58개 지방 자치체를 관할한다. 북서쪽으로는 두랑고주, 북쪽으로는 코아우일라주, 서쪽으로는 나야리트주, 동쪽으로는 산루이스포토시주와 누에보레온주, 남쪽으로는 할리스코주, 과나후아토주, 아과스칼리엔테스주와 접한다.

주기
주 문장

## 인구
| 연도 | 인구      | ±%     |
| ---- | --------- | ------ |
| 1895 | 456,241   | —      |
| 1900 | 462,190   | +1.3%  |
| 1910 | 477,556   | +3.3%  |
| 1921 | 379,329   | −20.6% |
| 1930 | 459,047   | +21.0% |
| 1940 | 565,437   | +23.2% |
| 1950 | 665,524   | +17.7% |
| 1960 | 817,831   | +22.9% |
| 1970 | 951,462   | +16.3% |
| 1980 | 1,136,830 | +19.5% |
| 1990 | 1,276,323 | +12.3% |
| 1995 | 1,336,496 | +4.7%  |
| 2000 | 1,353,610 | +1.3%  |
| 2005 | 1,367,692 | +1.0%  |
| 2010 | 1,490,668 | +9.0%  |
| 2015 | 1,579,209 | +5.9%  |
| 2020 | 1,622,138 | +2.7%  |